# São Miguel da Guarda
São Miguel da Guarda ist ein Ort und eine ehemalige Gemeinde (Freguesia) im portugiesischen Kreis Guarda. Die Gemeinde hatte 7921 Einwohner (Stand 30. Juni 2011).
Am 29. September 2013 wurden die Gemeinden São Miguel da Guarda, Guarda (São Vicente) und Guarda (Sé) zur neuen Gemeinde Guarda zusammengeschlossen.